# 防衛省大臣官房
防衛省大臣官房（ぼうえいしょうだいじんかんぼう）は、防衛省の内部部局の一つ。事務官等の人事、省内事務の総合調整、会計、広報などに関する業務を担っている。

## 所掌事務
防衛省大臣官房の所掌事務について防衛省組織令（令和二年政令第二百四号）第五条に以下のように記されている。
1. 機密に関すること。
2. 大臣の官印及び省印の保管に関すること。
3. 防衛省職員[注釈 1]の私企業からの隔離及び他への就職又は兼業の制限に関すること[注釈 2]。
4. 内部部局の職員の懲戒、服務[注釈 3]及び規律に関すること[注釈 4]。
5. 防衛省職員[注釈 1]の任免、給与、分限その他の人事[注釈 5]に関すること[注釈 6]。
6. 法令案の作成及び公文書類の審査に関すること。
7. 公文書類の接受、発送、編集及び保存に関すること。
8. 防衛省の保有する情報の公開に関すること。
9. 防衛省の保有する個人情報の保護に関すること。
10. 防衛省の所掌事務に関する総合調整に関すること。
11. 防衛省の所掌事務に関する基本的かつ総合的な政策の企画及び立案に関すること。
12. 防衛省の機構及び定員に関すること[注釈 7]。
13. 防衛省の行政の考査に関すること。
14. 国会との連絡に関すること。
15. 広報に関すること。
16. 防衛省の所掌事務に関する法制及びその運用の調査及び研究に関すること。
17. 防衛省の所掌事務に関する政策の評価に関すること。
18. 防衛省の所掌に係る経費及び収入の予算、決算及び会計並びに会計の監査に関すること。
19. 装備品、船舶、航空機及び食糧その他の需品の研究開発、調達、補給及び管理並びに役務の調達に関する業務の監査に関すること。
20. 防衛省所管の物品の管理の基本に関すること。
21. 内部部局所属の行政財産及び物品の管理の実施に関すること。
22. 東日本大震災復興特別会計の経理のうち防衛省の所掌に係るものに関すること。
23. 東日本大震災復興特別会計に属する物品の管理のうち防衛省の所管に係るものの基本に関すること。
24. 内部部局所属の建築物の営繕に関すること。
25. 庁内の管理に関すること。
26. 国立国会図書館支部防衛省図書館に関すること。
27. 防衛省の所掌事務に関する訴訟、損失補償及び損害賠償に関すること[注釈 8]。
28. 日本国とアメリカ合衆国との間の相互協力及び安全保障条約第六条に基づく施設及び区域並びに日本国における合衆国軍隊の地位に関する協定の実施に伴う土地等の使用等に関する特別措置法の規定に基づく防衛大臣の権限に属する事項に関すること。
29. 日本国とアメリカ合衆国との間の相互防衛援助協定の実施に係る円資金の提供並びに需品及び役務[注釈 9]の調達、提供及び管理に関すること。
30. 特別調達資金[注釈 10]の経理に関すること。
31. 防衛監察本部の管理及び運営一般に関すること。
32. 防衛施設中央審議会の庶務に関すること。
33. 防衛会議の庶務に関すること[注釈 11]。
34. 防衛省設置法第三条第一項及び第二項の任務に関連する特定の内閣の重要政策について、当該重要政策に関して閣議において決定された基本的な方針に基づいて、行政各部の施策の統一を図るために必要となる企画及び立案並びに総合調整に関すること。
35. その他、防衛省の所掌事務で他の内部部局の所掌に属しないものに関すること。

## 官房長

### 現職
| 氏名   | 出身省庁 | 前職               | 就任年月日     |
| ------ | -------- | ------------------ | -------------- |
| 萬浪学 | 防衛庁   | 内閣官房内閣審議官 | 2024年12月27日 |

### 過去
| 代   | 氏名       | 出身省庁 | 前職                 | 在任期間                       | 後職               |
| ---- | ---------- | -------- | -------------------- | ------------------------------ | ------------------ |
| 初代 | 西川徹矢   | 警察庁   | 防衛庁長官官房長     | 2007年1月 - 2007年9月          | 退官               |
| 2代  | 中江公人   | 大蔵省   | 防衛省経理整備局長   | 2007年9月 - 2009年8月          | 防衛事務次官       |
| 3代  | 金沢博範   | 防衛庁   | 装備施設本部長       | 2009年8月 - 2012年1月10日      | 防衛事務次官       |
| 4代  | 鎌田昭良   | 防衛庁   | 防衛省大臣官房報道官 | 2012年1月10日 - 2013年7月1日   | 装備施設本部長     |
| 5代  | 黒江哲郎   | 防衛庁   | 防衛省運用企画局長   | 2013年7月1日 - 2014年7月25日   | 防衛省防衛政策局長 |
| 6代  | 豊田硬     | 防衛庁   | 防衛省人事教育局長   | 2014年7月25日 - 2017年7月28日  | 防衛事務次官       |
| 7代  | 髙橋憲一   | 防衛庁   | 防衛省整備計画局長   | 2017年7月28日 - 2018年8月3日   | 防衛事務次官       |
| 8代  | 武田博史   | 防衛庁   | 防衛省人事教育局長   | 2018年8月3日 - 2019年7月30日   | 防衛装備庁長官     |
| 9代  | 島田和久   | 防衛庁   | 内閣総理大臣秘書官   | 2019年7月30日 - 2020年8月5日   | 防衛事務次官       |
| 10代 | 芹澤清     | 防衛庁   | 防衛監察本部副監察監 | 2020年8月5日 - 2023年7月14日   | 防衛審議官         |
| 11代 | 中嶋浩一郎 | 防衛庁   | 内閣総理大臣秘書官   | 2023年7月14日 - 2024年7月19日  | 防衛審議官         |
| 12代 | 加野幸司   | 防衛庁   | 防衛省防衛政策局長   | 2024年7月19日 - 2024年12月27日 | 防衛審議官         |

## 幹部
- 大臣官房長 : 加野幸司
- 政策立案総括審議官 : 廣瀨律子
- 衛生監 : 針田哲
- 施設監 : 茂籠勇人
- 報道官 : 安居院公仁
- 公文書監理官 : 前田清人
- サイバーセキュリティ・情報化審議官 : 家護谷昌徳
- 審議官 : 伊藤哲也
- 審議官 : 井上主勇
- 審議官 : 寺田広紀
- 審議官 : 中西礎之
- 審議官 : 中村晃之
- 審議官 : 弓削州司
- （併）審議官 : 中野滋明
- 参事官 : 奥田健
- 参事官 : 加藤勝俊
- 参事官 : 日下良太
- 参事官 : 関兼文
- 参事官 : 花井剛
- 参事官 : 吉田楼蘭
- 秘書課長 : 中間秀彦
- 文書課長 : 鈴木雄智
- 企画評価課長 : 原大輔
- 広報課長 : 島晴子
- 会計課長 : 河口健児
- 監査課長 : 松山理然
- 訟務管理官 : 鶴岡俊樹

2024（令和6）年8月5日現在

## 組織

### 秘書課

#### 所掌事務
秘書課の所掌事務について防衛省組織令（令和二年政令第二百四号）第十二条に以下のような規定がある。
```
（秘書課の所掌事務）
第十二条 秘書課は、次に掲げる事務をつかさどる。
一 機密に関すること。
二 大臣の官印及び省印の保管に関すること。
三 
防衛省職員
[
注釈 1
]
の私企業からの隔離及び他への就職又は兼業の制限に関すること
[
注釈 2
]
。
四 内部部局の職員の懲戒、服務
[
注釈 3
]
及び規律に関すること
[
注釈 4
]
。
五 防衛省職員
[
注釈 1
]
の任免、給与、分限その他の人事
[
注釈 5
]
に関すること
[
注釈 6
]
。
```

### 文書課

#### 所掌事務
文書課の所掌事務について防衛省組織令（令和二年政令第二百四号）第十三条に以下のような規定がある。
```
（文書課の所掌事務）
第十三条 文書課は、次に掲げる事務をつかさどる。
一 法令案の作成並びに公文書類の審査及び進達に関すること。
二 防衛省の所掌事務に関する法制及びその運用の調査及び研究に関すること。
三 公文書類の接受、発送、編集及び保存に関すること。
四 防衛省の保有する情報の公開に関すること。
五 防衛省の保有する個人情報の保護に関すること。
六 防衛省の所掌事務に関する総合調整に関すること
[
注釈 12
]
。
七 国会との連絡に関すること。
八 国立国会図書館支部防衛省図書館に関すること。
九 渉外に関すること
[
注釈 13
]
。
十 防衛省の所掌事務に関する官報掲載に関すること。
十一 防衛省の所掌事務の遂行に伴つて生ずる生活環境に係る被害の防止又は軽減その他の環境の保全に関しての関係部局及び機関との連絡調整に関すること。
十二 日本国とアメリカ合衆国との間の相互協力及び安全保障条約第六条に基づく施設及び区域並びに日本国における合衆国軍隊の地位に関する協定の実施に伴う土地等の使用等に関する特別措置法の規定に基づく防衛大臣の権限に属する事項に関すること。
十三 防衛施設中央審議会の庶務に関すること
[
注釈 14
]
。
十四 防衛省設置法第三条第一項及び第二項の任務に関連する特定の内閣の重要政策について、当該重要政策に関して閣議において決定された基本的な方針に基づいて、行政各部の施策の統一を図るために必要となる企画及び立案並びに総合調整に関すること。
十五 前各号に掲げるもののほか、防衛省の所掌事務で他の所掌に属しないものに関すること。
```

### 企画評価課

#### 所掌事務
企画評価課の所掌事務について防衛省組織令（令和二年政令第二百四号）第十三条の二に以下のような規定がある。
```
（企画評価課の所掌事務）
第十三条の二 企画評価課は、次に掲げる事務をつかさどる。
一 防衛省の所掌事務に関する基本的かつ総合的な政策の企画及び立案に関すること。
二 前号の事務に必要な総合調整に関すること。
三 防衛省の機構及び定員に関すること
[
注釈 7
]
。
四 防衛省の事務能率の増進に関すること。
五 防衛省の所掌事務に係る統計に関する事務の総括に関すること。
六 防衛省の行政の考査に関すること。
七 防衛省の所掌事務に関する政策の評価に関すること。
八 
防衛会議
の庶務に関すること
[
注釈 11
]
。
```

### 広報課

#### 所掌事務
広報課の所掌事務について防衛省組織令（令和二年政令第二百四号）第十四条に以下のような規定がある。
```
（広報課の所掌事務）
第十四条 広報課は、広報に関する事務をつかさどる。
```

### 会計課

#### 所掌事務
会計課の所掌事務について防衛省組織令（令和二年政令第二百四号）第十五条に以下のような規定がある。
```
（会計課の所掌事務）
第十五条 会計課は、次に掲げる事務をつかさどる。
一 防衛省の所掌に係る経費及び収入の予算及び会計に関すること。
二 防衛省の所掌に係る経費及び収入の決算の作成に関すること。
三 内部部局所属の行政財産及び物品の管理の実施に関すること。
四 東日本大震災復興特別会計の経理のうち防衛省の所掌に係るものに関すること。
五 内部部局所属の建築物の営繕に関すること。
六 庁内の管理に関すること。
七 相互防衛援助協定の実施に係る円資金の提供並びに需品及び役務
[
注釈 15
]
の調達、提供及び管理に関すること。
八 特別調達資金の経理に関すること。
```

### 監査課

#### 所掌事務
監査課の所掌事務について防衛省組織令（令和二年政令第二百四号）第十六条に以下のような規定がある。
```
（監査課の所掌事務）
第十六条 監査課は、次に掲げる事務をつかさどる。
一 防衛省の所掌に係る経費及び収入の決算
[
注釈 16
]
及び会計の監査に関すること。
二 装備品等の研究開発、調達、補給及び管理並びに役務の調達に関する業務の監査に関すること。
三 防衛省所管の物品の管理の基本に関すること。
四 東日本大震災復興特別会計に属する物品の管理のうち防衛省の所掌に係るものの基本に関すること。
```

### 訟務管理官

#### 所掌事務
訟務管理官の所掌事務について防衛省組織令（令和二年政令第二百四号）第十七条に以下のような規定がある。
```
（訟務管理官の職務）
第十七条 訟務管理官は、次に掲げる事務をつかさどる。
一 防衛省の所掌事務に関する訴訟、損失補償及び損害賠償に関すること
[
注釈 17
]
。
二 防衛監察本部の管理及び運営一般に関すること。
```